# Troy Smith (Fußballspieler)
Troy Smith (* 11. April 1987) ist ein jamaikanischer ehemaliger Fußballspieler auf der Position eines Mittelfeld- und Flügelspielers, der auf in der Defensive zum Einsatz kam.
Im Alter von etwa 28 Jahren musste der jamaikanische Nationalspieler aufgrund einer schweren Knieverletzung seine Karriere beenden.

## Vereinskarriere

### Karrierebeginn und Zeit bei Village United
Troy Smith wurde am 11. April 1987 geboren und spielte bereits während seiner Schulzeit, die er mitunter an der 1973 gegründeten Bounty Hall Primary and Infant School, kurz BHPIS, im Landesinneren hinter Falmouth und Martha Brae gelegen, verbrachte, Fußball. Im Jahre 2005 wurde der 18-Jährige in die Herrenmannschaft des Village United FC, einem Fußballverein aus Falmouth, aufgenommen. In der Saison 2005/06 konnte Smith in weiterer Folge seinen ersten Treffer in der höchsten jamaikanischen Fußballliga verzeichnen und beendete die Spielzeit mit der Mannschaft im Endklassement auf dem sechsten Rang. Während die Mannschaft 2005/06 im jamaikanischen Fußballpokal im Achtelfinale ausschied, gewann das Team den regionalen Trelawny Cup gegen die Fußballauswahl von Clark’s Town, wobei sich jedoch der unterlegene Finalist für den ein Jahr später stattfindenden jamaikanischen Cup qualifizierte, da Village United als Erstligist automatisch für den Pokal teilnahmeberechtigt ist.
Auch in der darauffolgenden Spielzeit kam die Mannschaft nicht über einen Platz im Tabellenmittelfeld und das Viertelfinale im jamaikanischen Fußballpokal hinaus. In der Saison 2006/07 stand Smith mit Village United abermals im Finale des Trelawny Cups. 2007/08 musste Smith, der es auf insgesamt acht Tore – davon fünf vom Elfmeterpunkt – gebracht hatte, mit seinem Team sogar in die Relegation, wobei die Mannschaft in dieser jedoch noch einen Abstieg abwenden konnte. Positiv zu vermerken ist in dieser Saison Village Uniteds Einzug ins Halbfinale des jamaikanischen Cups, in dem die Mannschaft gegen den späteren Pokalsieger Waterhouse FC mit 2:4 ausschied.
In der Endtabelle der regulären Saison 2008/09 rangierte Smith mit seiner Mannschaft auf einem Abstiegsplatz, konnte mit dem Team jedoch in der nachfolgenden Relegationsgruppenphase doch noch den Klassenerhalt schaffen. Über das Viertelfinale – Village United unterlag Waterhouse klar mit 0:6 – kam der Mittelfeldakteur mit seiner Mannschaft im jamaikanischen Fußballpokal 2008/09 nicht hinaus. 2009/10 trat Smith für die Mannschaft aus Trelawny wieder torgefährlich in Erscheinung. Dabei erzielte er elf der 29 Tore seiner Mannschaft in der regulären Saison, wobei Smith weiterhin die Elfmeter seines Teams übernahm – acht seiner elf Treffer waren vom Elfmeterpunkt. Aufgrund des sechsten Platzes qualifizierte sich das Team für die saisonentscheidende Meisterschaftsgruppe, in der das Team jedoch nur den sechsten belegte. Ebenfalls 2009/10 scheiterte Village United am Viertelfinale des jamaikanischen Fußballpokals.
Zu Beginn der Spielzeit 2010/11 wechselte Village United seine Heimspielstätte und trug seine Partien nicht mehr in Falmouth, sondern fortan in Montego Bay aus. Die gesamte Saison verlief in etwa wie die vorhergegangene. Smith, der über einen längeren Zeitraum als Mannschaftskapitän fungierte, rangierte mit Village United am Ende der regulären Saison auf dem sechsten Tabellenplatz, schaffte dadurch die Qualifikation für die Meisterschaftsgruppenphase und wurde in dieser abermals Sechster. Frühzeitig – in Runde 1 – schied das Team jedoch im jamaikanischen Fußballpokal aus. Bereits im Sommer 2010 erhielt Smith, der davor bereits mehrfach für die Juniorenauswahlen Jamaikas zum Einsatz gekommen war, seine erste Einberufung in die A-Nationalmannschaft seines Heimatlandes und trat fortan regelmäßig für diese in Erscheinung.

### Wechsel zu Montego Bay United
Vom mittlerweile in Montego Bay spielenden Village United wechselte Smith während der bereits laufenden Saison 2011/12 innerhalb der Stadt zu Montego Bay United. Die Mannschaft trat bis zu dieser Zeit als Seba United in Erscheinung und hatte in der vergangenen Saison noch in der jamaikanischen Zweitklassigkeit gespielt. Erst nach der Übernahme des Klubs durch Orville Powell wurde der Aufsteiger im Sommer 2011 in Montego Bay United umbenannt. Im Endklassement rangierte der Klub auf dem siebenten Platz und musste in die Relegation. Dort konnte der Klassenerhalt gesichert werden; Smiths ehemaliger Verein jedoch musste den Weg in die Zweitklassigkeit antreten. Der jamaikanische Pokal wurde in dieser Saison nicht ausgetragen.
Ähnlich erging es der Mannschaft in der darauffolgenden Spielzeit 2012/13. Nach einem siebenten Platz am Ende der regulären Saison musste Smith mit Montego Bay United in die Relegation und belegte auch am Ende den siebenten Platz. Weitaus erfolgreicher verlief die nachfolgende Saison, in der es das Team bis auf den dritten Tabellenplatz brachte und in der saisonentscheidenden Meisterrunde Harbour View FC im Halbfinale und danach im Finale den Waterhouse FC mit 5:2 besiegte. Des Weiteren schaffte er es mit dem Team ins Finale um den jamaikanischen Fußballpokal und unterlag mit seiner Mannschaft nur knapp dem Reno FC mit 3:4. Aufgrund des Meistertitels qualifizierte sich Montego Bay United zusammen mit dem zweitplatzierten Waterhouse FC für die CFU Club Championship 2015. Bei dieser Karibik-Klubmeisterschaft konnte sich Smith mit seinem Team als Erster der Gruppe 3 für die abschließende Finalrunde qualifizieren, ehe die Mannschaft im Halbfinale der W Connection aus Trinidad und Tobago unterlag, aber im Spiel um Platz 3 den Don Bosco FC aus Haiti mit 1:0 abfertigte.
Die Quellen belegen jedoch nicht eindeutig, dass Smith in diesem Zeitraum der Mannschaft angehörte. Während er laut transfermarkt.de im Zeitraum von 2012 bis 2015 Spieler von Montego Bay United war, gehen andere Statistikseiten wie nationalfootballteams.com davon aus, dass Smith zwischenzeitlich nicht Teil des jamaikanischen Erstligisten war. Darauf lässt auch ein Artikel aus dem Jamaica Online Star von Anfang des Jahres 2015 schließen. Darin heißt es, dass Smith mit Montego Bay United in Verbindung gebracht werde. Auch ein Artikel im Jamaica Observer von Mitte Februar 2015 lässt darauf schließen, dass Smith sich erst 2015 wieder dem Verein angeschlossen hat. Gesichert ist jedoch, dass er in der Saison 2014/15 für den Klub aus Montego Bay in Erscheinung getreten ist, im Endklassement den zweiten Platz belegte (nach einer 0:2-Niederlage im Finalspiel gegen Arnett Gardens) und danach seine Karriere als Profifußballspieler aufgrund einer schweren Knieverletzung im Alter von etwa 28 Jahren beendete.
Danach versuchte sich der in Bounty Hall ansässige Smith für einige Zeit als Spieler des unterklassigen Harmony FC, bei dem er als Offensivspieler und bester Torschütze der Mannschaft fungierte. Im Jahre 2017 noch äußerst torgefährlich, scheint er nur mehr kurz in den Spielberichten des Jahres 2018 auf, ehe er wieder beschäftigungslos wurde. In einem Zeitungsartikel im Jamaica Star berichtete Smith im Juni 2019 zurzeit ohne Beschäftigung zu sein und bereits seit Jahren des Öfteren die Schüler an seiner Alma Mater zu trainieren.

## Nationalmannschaftskarriere
Bevor Smith in der A-Nationalmannschaft seines Heimatlandes spielte, trat er bereits für jamaikanische U-20- und U-23-Auswahl in Erscheinung. Für ein Freundschaftsspiel gegen Trinidad und Tobago holte ihn Nationaltrainer Theodore Whitmore im August 2010 erstmals in die A-Nationalmannschaft Jamaikas. Beim 3:1-Sieg der Reggae Boyz über Trinidad und Tobago kam Smith von Spielbeginn an und über die vollen 90 Minuten zum Einsatz. Nach einem weiteren Freundschaftsspieleinsatz im September 2010 gegen Costa Rica holte ihn Whitemore rund zwei Monate später für ein Vorbereitungsspiel auf die Karibikmeisterschaft 2010, abermals gegen Costa Rica, in den jamaikanischen 22-Mann-Kader. Danach war er ebenfalls während des besagten Turniers, das 26. November bis 5. Dezember 2010 auf Martinique ausgetragen wurde, Stammspieler in der jamaikanischen Nationalmannschaft. Während der Endrunde kam Smith in zwei der drei Gruppenspiele seines Teams zum Einsatz und war nach dessen Sieg in der Gruppe I auch im nachfolgenden Halbfinalspiel gegen Grenada, das in einem 2:1-Sieg Jamaikas nach der Verlängerung endete, im Einsatz, als er in Minute 72 für Shaun Francis auf den Rasen kam und in der 97. Spielminute den entscheidenden Treffer für sein Heimatland erzielte. Im anschließenden Finale gegen Guadeloupe, das Jamaika erst im Elfmeterschießen für sich entscheiden konnte, spielte Smith über die volle Spieldauer durch und erzielte dabei auch das letzte Elfmetertor seiner Mannschaft, ehe der ihm nachfolgende Jean-Luc Lambourde aus Guadeloupe seinen Elfmeter vergab.
Nach dem Erfolg bei der Karibikmeisterschaft holte ihn Whitmore im März 2011 für ein Freundschaftsspiel gegen Venezuela in den Nationalkader und setzte ihn danach erst wieder rund ein halbes Jahr später in einem freundschaftlichen Länderspiel gegen Ecuador ein. Den CONCACAF Gold Cup 2011, für den sich die Reggae Boyz aufgrund ihres Sieges in der Karibikmeisterschaft qualifiziert hatten, verpasste Smith und gehörte nicht einmal zum erweiterten Kader. Danach holte Whitmore den zumeist defensiv eingesetzten Smith im Februar 2012 für ein Trainingscamp mit zwei Freundschaftsspielen gegen Kuba in die Nationalmannschaft. Im ersten Spiel noch nicht im Einsatz, absolvierte der 1,78 m große Akteur die zweite Begegnung mit den Kubanern, als er beim 3:0-Erfolg zur Halbzeit für Ryan Johnson auf den Rasen kam. Wenige später reiste er mit dem jamaikanischen Nationalteam nach Neuseeland und traf dort auf die hiesige Nationalmannschaft. Beim 3:2-Erfolg seines Teams war Smith wieder über die volle Spieldauer auf dem Spielfeld. Smiths Einsatz beim etwa einen Monat später stattfindenden Freundschaftsspiel gegen Costa Rica war zugleich sein letzter Einsatz in der jamaikanischen Fußballnationalmannschaft.

## Erfolge
mit Montego Bay United
- Meister der National Premier League: 2013/14
- Vizemeister National Premier League: 2014/15
- Finalist des jamaikanischen Fußballpokals: 2014

mit der jamaikanischen Fußballnationalmannschaft
- Gewinner der Fußball-Karibikmeisterschaft: 2010